# 작업대

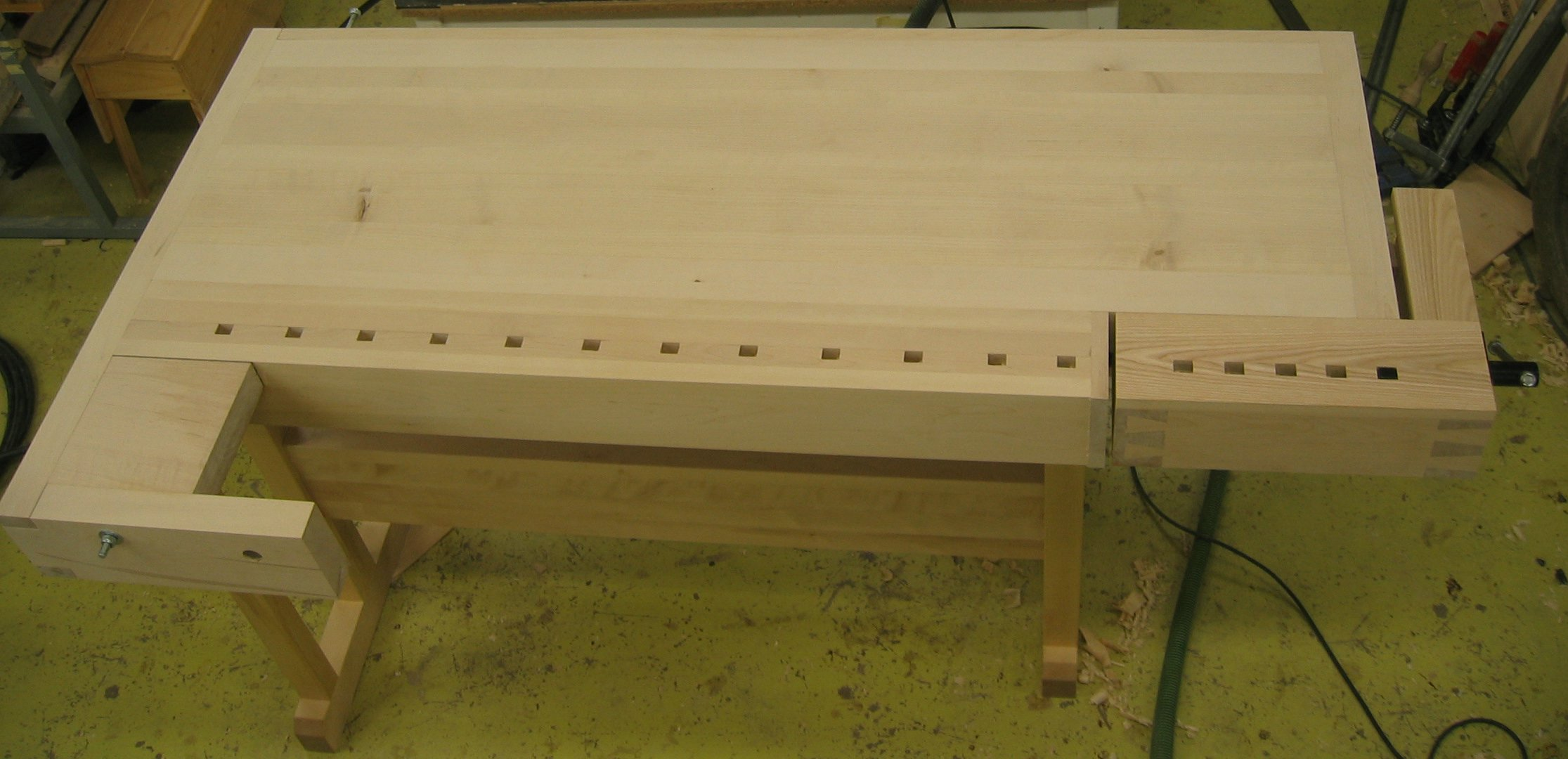
유럽식 목재 작업대

작업대 또는 워크벤치(workbench)는 수작업을 하기 위한 튼튼한 탁자이다. 단순하고 평평한 표면에서 매우 복잡한 디자인에 이르기까지 다양하다. 거의 모든 작업대는 모양이 사각형이다. 작업대는 금속, 나무, 돌 등을 포함한 수많은 자재로 만들어진다.
다목적 이동식 작업대는 론 히크먼이 발명하여 특허를 냈다.